# Maria Clara von Spaur, Pflaum und Valör

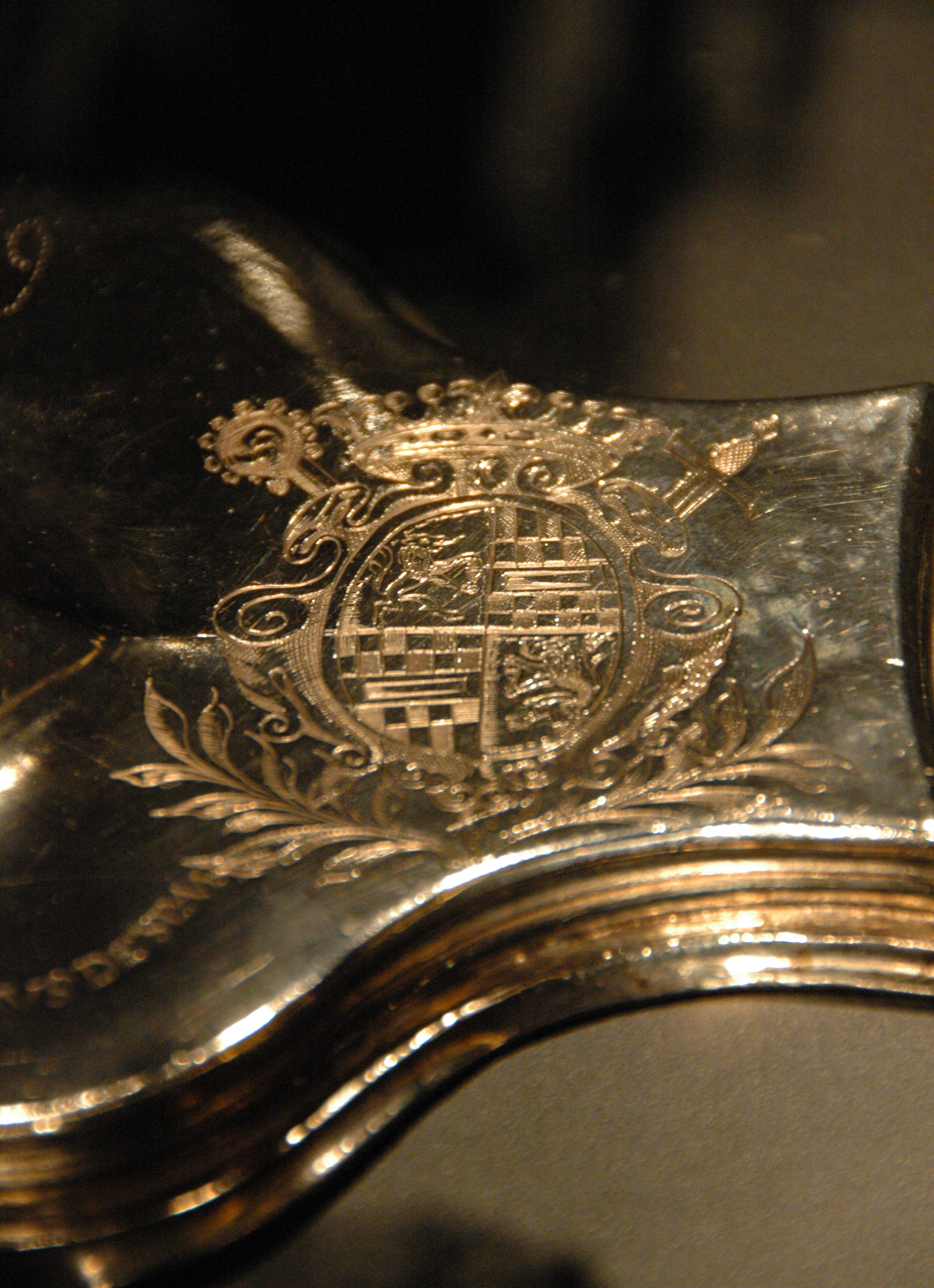
Das Wappen der Freiherren von Spaur, Pflaum und Valör auf dem Fuß des von Maria Clara gestifteten Reliquiars

Maria Clara von Spaur, Pflaum und Valör, häufig auch Maria Clara von Spaur, Pflaum und Vallier, (* um 1590; † 14. Dezember 1644 in Köln) war Fürstäbtissin von Essen und Äbtissin der Frauenstifte Nottuln und Metelen. Bleibendes Vermächtnis ihrer von Gegenreformation und Dreißigjährigem Krieg geprägten Amtszeit ist ein Reliquiar im Essener Domschatz.

## Leben
Maria Clara entstammte einem Südtiroler Adelsgeschlecht, das jedoch nicht dem Hochadel angehörte. Ihr Vater, Leo Freiherr von Spaur, Pflaum und Valör, war in kaiserlichen Diensten zu Ansehen gelangt, ihre Mutter war Juliane Barbara Gräfin Frederici. Das Geschlecht war streng katholisch. Maria Claras Bruder Christoph war Domherr in Brixen, wo Verwandte auch schon Bischöfe gewesen waren. Trotzdem war Maria Claras Abstammung aus einem nur freiherrlichen Geschlecht für das katholische Stift Essen, das sich im Laufe des Spätmittelalters und der Frühen Neuzeit zu einem hochadeligen Stift entwickelt hatte, nicht vornehm genug. Die Aufnahme Maria Claras in Essen, der später ihre Schwestern Veronika und Catharina und ihre Nichte Hieronyma folgen sollten, bedeutete für die Familie von Spaur daher einen sozialen Aufstieg. Dass Maria Clara, die vermutlich am 7. Oktober 1600 bereits im Stift Buchau aufgenommen worden war, trotz ihrer geringen Herkunft in das Essener Stift eintreten konnte, hatte religionspolitische Gründe: Bei der Wahl der Äbtissin Elisabeth von Bergh-s’Heerenberg 1604 hatten sich in Essen gegenreformatorische Kräfte durchgesetzt. Zu den Wahlversprechen, die man Elisabeth von Bergh auferlegt hatte, gehörte, dass sie nur katholische Stiftsdamen mit Präbenden versehen dürfe, diese Auflage diente dazu, wieder eine katholische Mehrheit bei den Stiftsdamen zu erreichen. Über die Aufnahme neuer Stiftsdamen hatte jedoch nicht die Äbtissin, sondern das Kapitel unter Vorsitz der Pröpstin zu entscheiden. Die Pröpstin Felicitas von Eberstein gehörte jedoch dem reformierten Glauben an und blockierte auch darum die Aufnahme Maria Claras. Elisabeth von Bergh entzog der Pröpstin daraufhin am 12. Dezember 1607 eine ihrer Präbenden und wies diese Maria Clara zu. Damit verstieß Elisabeth zwar gegen die Regeln des Stiftes, zumal auch keine Aufschwörung Maria Claras vorlag, setzte diese aber als Stiftsdame durch. Im Stift Rellinghausen, einer Essener Tochtergründung, das auch dem niederen Adel offenstand, hatte Maria Clara weniger Schwierigkeiten, dort ist sie bereits 1607 als Pröpstin genannt. 1608 versuchte ihre Familie, Maria Clara auch im Stift Vreden unterzubringen, dort aufgenommen wurde sie jedoch erst 1612. Ein Jahr zuvor hatte Maria Clara in Essen das Amt einer Dechantin erhalten, 1613 wurde schließlich auch die Ahnenprobe Maria Claras in Essen nachgereicht. Eine solche Kumulation von Präbenden war nicht ungewöhnlich, sie diente sowohl der wirtschaftlichen Absicherung der Stiftsdamen wie auch dem Prestige der Familien.

### Wahl zur Äbtissin von Essen
Am 12. Jänner 1614 verstarb Elisabeth von Bergh, Fürstäbtissin von Essen, Äbtissin von Freckenhorst und Nottuln, sehr überraschend im Alter von nur 33 Jahren. Im Stift Essen verständigte man sich bereits an ihrem Todestag auf den 11. Februar als Wahltag für die Wahl einer neuen Äbtissin.
Wahlchancen rechnete sich neben Maria Clara die Pröpstin Felicitas von Eberstein aus, die bereits zehn Jahre zuvor bei der Wahl Elisabeth von Berghs gescheitert war. Felicitas war reformierten Glaubens. Sie hatte die Unterstützung des Essener Stadtrats, da sich die Stadt Essen als Freie Reichsstadt und somit unabhängig vom Stift Essen betrachtete und sich 1563 der Reformation angeschlossen hatte. Außerdem hoffte Felicitas von Eberstein auf die Unterstützung von einem der Stiftsvögte, des Kurfürsten von Brandenburg. Die Vogtei über das Stift hatte bis 1609 bei den Herzögen von Jülich-Kleve-Berg gelegen, diese waren aber mit dem Tode des letzten Herzogs Johann Wilhelm von Jülich-Kleve-Berg am 25. März 1609 ausgestorben. Aufgrund des Dortmunder Rezesses stand die Vogtei dem Kurfürsten Johann Sigismund von Brandenburg, einem Reformierten, und Pfalzgraf Wolfgang Wilhelm von Neuburg, der im Juli 1613 heimlich vom Lutheraner zum Katholizismus konvertiert war, gemeinsam zu. Die Neuwahl der Essener Äbtissin fiel damit mitten in den Jülich-Klevischen Erbfolgestreit. In dieser Situation war die Essener Äbtissinnenwahl von hoher politischer Brisanz.
Die katholischen Kräfte wurden zügig aktiv, um die Wahl einer ihnen genehmen Äbtissin zu erwirken. Am 30. Januar traf in Essen ein Mandat Kaiser Matthias’ ein, in welchem dem Stift die Wahl einer katholischen Äbtissin nahegelegt wurde, andernfalls werde es sich „in höchste beschwär und ungelegenheit stürtzen.“ Wenige Tage später schickte der Generalvikar des Erzbistums Köln am 3. Februar auf Bitten Maria Claras ebenfalls ein Mandat, dass das Erzbistum nur eine Wahl nach den Vorschriften des Tridentinums akzeptieren werde. Zwei Tage vor der Wahl traf dann Johannes von Darl, der kölnische Statthalter des Vestes Recklinghausen, in Essen ein. Ihm gelang es am Tag darauf, einen Vertrag zwischen der Pröpstin Felicitas von Eberstein und den übrigen Stiftsdamen zu vermitteln, in dem der Pröpstin die Gewährleistung ihrer Rechte und Einkünfte zugesagt wurde. Dieser Vertrag war allerdings keine Wahlkapitulation Maria Claras, da sie ihn nach ihrer Wahl nicht unterzeichnete. Am Wahltag selbst verständigten sich die katholischen Stiftsdamen darauf, dem Jesuitenorden in Essen Platz zum Wohnen und für eine Schule zuzuweisen.
Diesen vielfältigen Bemühungen zugunsten Maria Claras hatte Felicitas von Eberstein nichts entgegenzusetzen. Der Kurfürst von Brandenburg schickte zwar Gesandte nach Essen, diese trafen jedoch erst nach der Wahl ein und reisten unverrichteter Dinge wieder ab. Mit dem Vertrag vom 10. Februar gab Felicitas ihre Bemühungen auf, die Wahl Maria Claras in Essen am nächsten Tag war damit sicher. Auf Begeisterung stieß Maria Claras Wahl in der Stadt Essen nicht. Bei ihrem festlichen Einzug in die Stadt am 14. Oktober musste Maria Clara von spanischer Reiterei begleitet werden, die zwei Essener Bürger erschoss. Ihre päpstliche Bestätigung war bereits am 18. Juli in Essen eingetroffen, die kaiserliche Bestätigung folgte erst 13 Jahre später.
Im Stift Nottuln, dessen Äbtissinnenwürde ebenfalls Elisabeth von Bergh innehatte, stieß Maria Claras Wahl ebenfalls auf Schwierigkeiten. Ferdinand von Bayern, Erzbischof von Köln und Bischof von Münster, setzte das dortige Kapitel allerdings erfolgreich unter Druck.

### Amtsführung
Maria Claras Amtszeit teilt sich in zwei Hälften: Bis 1629 war sie Äbtissin in Essen, danach Äbtissin von Essen, da sie aufgrund des Vordringens protestantischer Streitkräfte im Dreißigjährigen Krieg das Stift verließ und bis zu ihrem Tod in Köln residierte.
Bereits kurz nach ihrer Wahl wurde der Kapuziner-Orden nach Essen gerufen, der im ehemaligen Beginen-Konvent „Im Kettwig“ nahe dem Kettwiger Tor im Süden der Stadt angesiedelt wurde. Maria Clara beschenkte diese, wie auch die Jesuiten, großzügig mit Stiftseigentum. 1616 und 1624 erließ Maria Clara restriktive Religionsordnungen für das Stiftsgebiet, die, wie gleichzeitige ähnliche gegenreformatorische Ordnungen im Erzbistum Köln, das Ziel hatten, den katholischen Glauben wiederherzustellen. Im Konvent selbst war Ruhe eingekehrt: Felicitas von Eberstein, die protestantische Pröpstin, hatte sich nach Herford, wo sie seit 1604 selbst Äbtissin war, zurückgezogen und verstarb dort 1621. Die wenigen verbliebenen Protestantinnen im Konvent sahen sich durch Neuaufnahmen weiterer katholischer Stiftsdamen, darunter auch einer Nichte der Äbtissin, einer stabilen katholischen Mehrheit gegenüber. Streit gab es jedoch auch mit der Nachfolgerin Felicitas von Ebersteins, der seit 1616 zunächst als katholischen Gegenpröpstin eingesetzten und 1621 dann auch gewählten Johanna Helena von Staufen. Grund hierfür war die Machtfülle des Essener Propsteiamtes, das zum einen mit reichen Eigengütern verbunden war, zum anderen aber auch das Recht beinhaltete, im Namen des Damenkapitels die Präbenden an neue Stiftsdamen zu vergeben und davor deren standesgemäße Abkunft zu prüfen. In den Entwürfen der Stiftsstatuten, die unter Maria Clara aufgesetzt wurden, wurden diese Kompetenzen vermindert und die Pröpstin deutlicher der Äbtissin unterstellt: Die Pröpstin sollte der Äbtissin Gehorsam geloben und deren Bestätigung einholen. Ab 1638 kam der Abschluss einer Wahlkapitulation der Pröpstin hinzu.
Die Vergaben von Präbenden an Bewerberinnen aus Tirol und Burgund durch Maria Clara führte zu einem Konflikt mit den benachbarten katholischen Reichsgrafen, die ihre Interessen in Essen gefährdet sahen. 1629 versuchte Maria Clara, die Aufnahme von Töchtern aus dem Haus Salm-Reifferscheidt, darunter der späteren Äbtissin Anna Salome, zu blockieren. Die Grafen von Salm-Reifferscheid und Manderscheid-Blankenheim drohten daraufhin sogar mit einer Klage beim Kaiser. 1633 gab die inzwischen nach Köln geflüchtete Äbtissin schließlich nach.

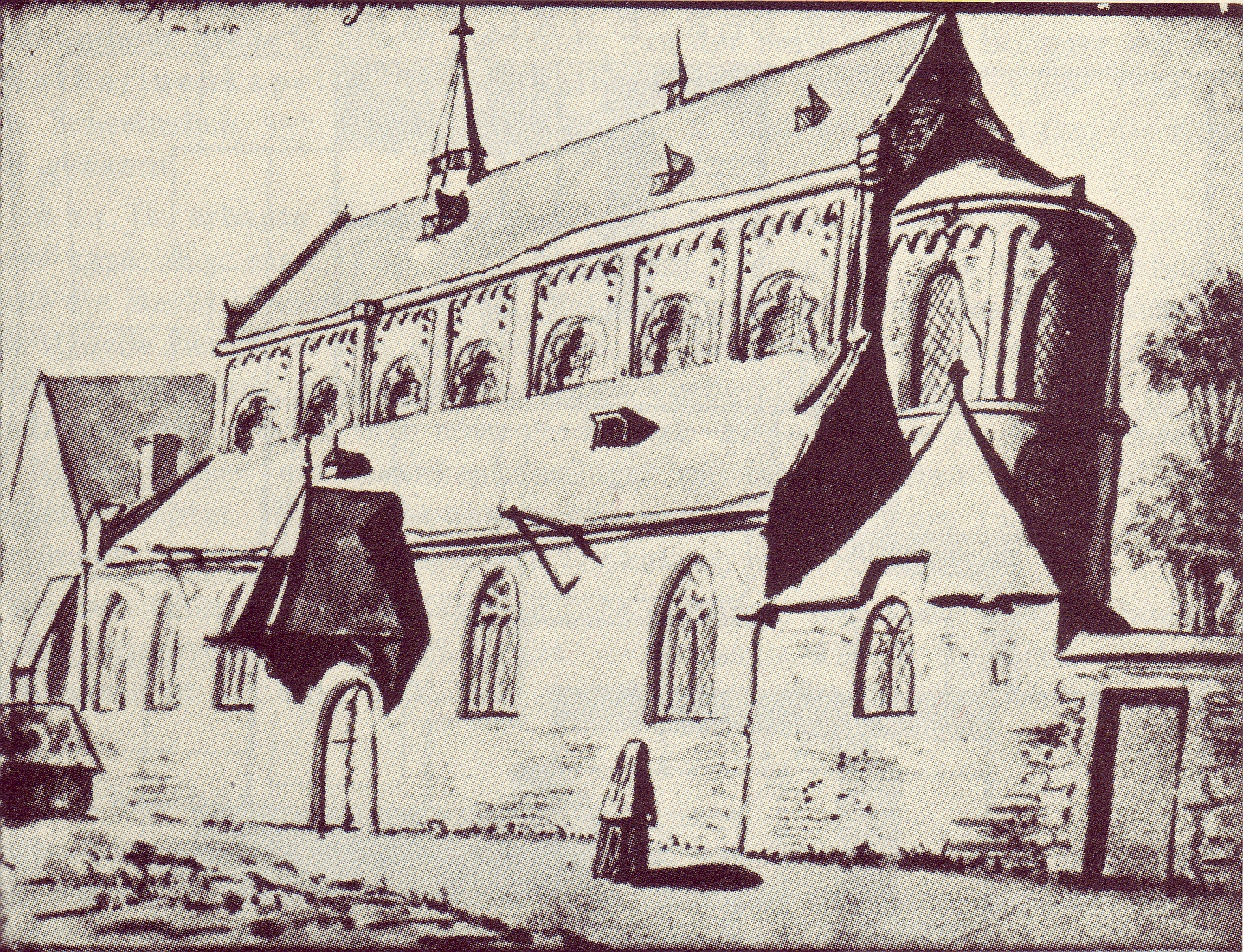
Im Kölner Kloster Mariengarten residierte Maria Clara von 1629 bis zu ihrem Tod 1644

1627 flüchtete Maria Clara nach Köln, da protestantische niederländische Truppen auf Essen vorrückten und sich die katholischen spanischen Truppen aus Essen zurückzogen. Bei der Flucht nahm Maria Clara den Stiftsschatz und die Kanzleiakten mit. Als sich das Kriegsglück 1629 gewendet hatte, kehrte sie nochmals im Schutz katholischer Truppen kurz nach Essen zurück. Danach zog sie mit den Truppen in die seit 1563 protestantische St. Gertrudiskirche, ließ dort die Kanzel auspeitschen und wieder die katholische Messe lesen. Dieses Zwischenspiel war jedoch kurz, da die protestantischen Truppen verstärkt zurückkehrten. Maria Clara begab sich nach Köln zurück, wo sie bis zu ihrem Tod blieb. In Köln lebte sie im Kloster Mariengarten, gab aber die Ansprüche als Essener Äbtissin nicht auf. Im Mai 1634 wurden bei der großen Reliquienprozession in Köln anlässlich des von Papst Urban VIII. verkündeten Jubeljahres die Essener Reliquien, darunter der überaus prächtige Marsus-Schrein, der selbst im Kreis der prunkvollen Kölner Schreine für Aufsehen sorgte, in der Prozession mitgeführt. Bei dieser Gelegenheit verfasste Aegidius Gelenius die präziseste Beschreibung dieses 1797 verlorenen gegangenen Schreines. Nach dem Tod der Pröpstin Johanna Helena von Staufen 1639 ließ Maria Clara das Propsteiarchiv nach Köln schaffen und verlangte, dass auch Kapitelsitzungen in Zukunft nur am Aufenthaltsort der Fürstäbtissin erfolgen sollten.
Maria Clara starb am 14. Dezember 1644 in ihrem Kölner Exil. Ihr Grab befand sich in der nach 1800 niedergelegten Kölner Kapuzinerkirche. Zu ihrer Nachfolgerin wurde noch in Köln Anna Eleonore von Staufen gewählt.

## Das Cosmas- und Damian-Reliquiar

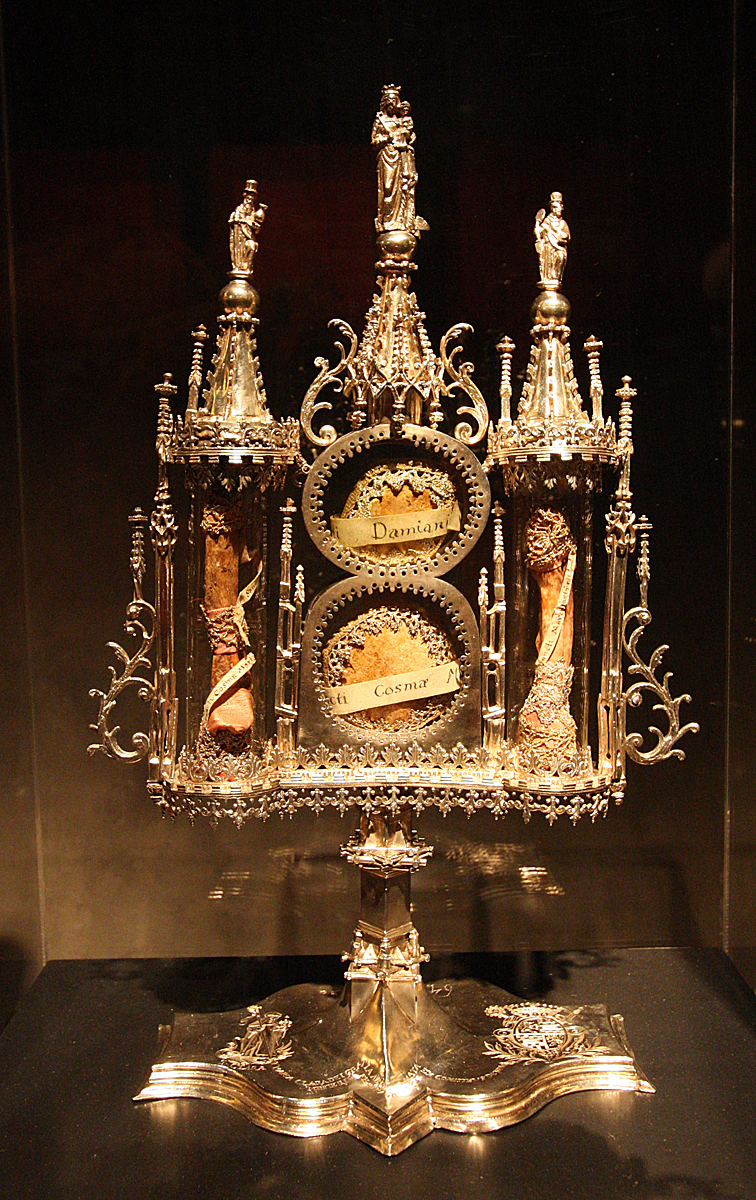
Das Cosmas und Damian-Reliquiar in der Ausstellung Gold vor Schwarz 2008

Maria Clara von Spaur stiftete 1643 ein silbernes Reliquiar für den Essener Stiftsschatz, das noch heute jedes Jahr am 8. Juli, dem Festtag der beiden Patrone des Essener Doms, in der Liturgie zum Einsatz kommt. Das Reliquiar, dem Georg Humann 1904 bescheinigte, es weise „weder Geschmack in der Erfindung, noch Sorgfalt in der Ausführung“ auf, ist teilweise aus wieder verwendeten Teilen zusammengesetzt und im Typ für seine Zeit ungewöhnlich. Das Reliquiar ist 45 cm hoch und am Fuß 23,5 cm breit. Es besteht aus zwei Teilen, die aus unterschiedlichen Silberlegierungen bestehen und daher im Farbton voneinander abweichen. Der Fuß und Schaft des Reliquiars haben einen höheren Silbergehalt. Einzelformen wie der sternförmige Schaftzwickel weisen auf ein Entstehen des Fußes im ersten Viertel des 16. Jahrhunderts. Der Fuß wurde daher bei der Erschaffung des Reliquiars von einem älteren Ostensorium übernommen. Maria Clara ließ diesen Fuß durch Gravuren verzieren. Auf der rechten Seite des Fußes ist die Heilige Clara graviert, auf der linken Seite des Fußes befindet sich das Wappen der Familie von Spaur, Pflaum und Valör. Die Gravuren werden durch eine gravierte Inschrift verbunden, die den Konturen des Fußes folgt: „MARIA CLARA DEI GRATIA ABBATISSA NATA EX COMITIBUS DE SPAUR ME FIERI FECIT ANNO 1643“ (Maria Clara, Äbtissin von Gottes Gnaden, geboren aus dem Grafengeschlecht von Spaur, befahl im Jahr 1643 mich anzufertigen). Das Reliquiar ist ein Dreiturmreliquiar, das in den seitlichen Glaszylindern Reliquien des Heiligen Cosmas und des Heiligen Marsus und in den mittleren, übereinander liegenden Glaskapseln Schädelreliquien Cosmas und Damians enthält. Auf den Helmen der Türme befinden sich Statuen der Heiligen Cosmas und Damian und in der Mitte Marias. Das Reliquiar wurde, wie das Beschauzeichen unter dem Fuß nachweist, in Köln gefertigt. Es entstand damit während des Exils der Äbtissin. Das ikonographische Programm des Reliquiar ist vor diesem Hintergrund zu verstehen: Es enthält die Reliquien der Stifts- und Stadtpatrone Cosmas und Damian sowie Marsus, dessen kostbares Sammelreliquiar die wichtigsten Essener Reliquien (zeitweise sogar das Richtschwert der Stiftspatrone) barg, und damit die wichtigsten im Stift Essen verehrten Heiligen, die unter der zentralen Figur Marias – die sowohl Namenspatronin der Äbtissin wie weitere Stiftspatronin war – versammelt sind. Es verdeutlichte damit das Fortbestehen des Herrschaftsanspruchs Maria Claras über das Stift Essen und ermöglichte gleichzeitig die Ausübung ihrer mit dem Amt verbundenen Pflichten im Exil.